# Johann II Bernoulli
Johann II Bernoulli (sau Jean II Bernoulli) (n. 18 mai 1710 la Basel - d. 17 iulie 1790 la Basel) a fost un matematician, fizician și jurist elvețian.
Membru al celebrei familii Bernoulli, tatăl său a fost Johann Bernoulli, iar stră-strănepoata sa, Maria Bernoulli, a fost soția scriitorului Hermann Hesse.
A fost profesor de elocință la Universitatea din Basel, apoi i-a succedat tatălui său la catedra de matematică.
A dat o nouă definiție termenului de funcție.
A fost de trei ori premiat de Academia Franceză de Științe.